# Gusztáv babonás
A Gusztáv babonás a Gusztáv című rajzfilmsorozat második évadának huszadik epizódja.

## Rövid tartalom
Gusztáv körbegyalogolja a Földet, mert egy fekete macska áll az útjában.

## Alkotók
- Rendezte és tervezte: Dargay Attila
- Írta: Dargay Attila, Jankovics Marcell, Nepp József
- Zenéjét szerezte: Pethő Zsolt
- Operatőr: Henrik Irén
- Hangmérnök: Horváth Domonkos
- Vágó: Czipauer János
- Színes technika: Dobrányi Géza, Kun Irén
- Gyártásvezető: Kunz Román

Készítette a Pannónia Filmstúdió.